# Julius Reichwald
Georg Julius Reichwald (* 5. Dezember 1847 in Siegen; † 1. September 1912) war ein preußischer Generalmajor.

## Leben
Julius war ein Sohn des Kaufmanns Eduard Reichwald und dessen Ehefrau Wilhelmine, geborene Balzar. Nach seiner Erziehung im elterlichen Hause und dem Besuch des Realgymnasiums in seiner Heimatstadt trat Reichwald am 14. Mai 1865 als Freiwilliger in das Ostpreußische Füsilier-Regiment Nr. 33 der Preußischen Armee in Köln ein. Im Folgejahr nahm er als Portepeefähnrich im Krieg gegen Österreich an den Schlachten bei Münchengrätz und Königgrätz teil und avancierte Ende Juli 1866 zum Sekondeleutnant. Während des Krieges gegen Frankreich kämpfte er 1870 in der Schlacht bei Gravelotte und wurde durch einen Schluss durch die rechte Hand und zwei Streifschüsse an der linken Hand verwundet. Ferner machte er die Gefechte bei Berteaucourt-lès-Thennes und Forgettes mit.
Ausgezeichnet mit dem Eisernen Kreuz II. Klasse avancierte er vor dem Vorfrieden von Versailles am 22. Februar 1871 zum Premierleutnant. Unter Beförderung zum Hauptmann trat Reichwald am 22. März 1881 als Chef der 12. Kompanie zum 6. Ostpreußischen Infanterie-Regiment Nr. 43 nach Loetzen über. Er nahm 1886 an der Generalstabsreise des I. Armee-Korps teil und wurde Mitte November 1886 unter Stellung à la suite des 3. Posenschen Infanterie-Regiments Nr. 58 als Kompanieführer zur Unteroffizierschule in Ettlingen kommandiert. Reichwald trat am 16. April 1889 als Kompaniechef im 5. Ostpreußischen Infanterie-Regiment Nr. 41 in den Truppendienst zurück, stieg Ende März 1890 zum aggregierten Major auf und wurde am 16. Juli 1891 als Kommandeur des II. Bataillons im Grenadier-Regiment König Friedrich III. (1. Ostpreußisches) Nr. 1 nach Königsberg versetzt. Mit der Beförderung zum Oberstleutnant folgte am 18. April 1896 seine Versetzung als etatmäßiger Stabsoffizier nach Rastatt in das Infanterie-Regiment „Markgraf Ludwig Wilhelm“ (3. Badisches) Nr. 111. Daran schloss sich am 15. Juni 1898 eine Verwendung als Oberst und Kommandeur des  Infanterie-Regiments „Keith“ (1. Oberschlesisches) Nr. 22 in Gleiwitz an. Am 23. März 1901 wurde er mit der gesetzlichen Pension zur Disposition gestellt und unter Erteilung der Erlaubnis zum Tragen seiner bisherigen Uniform zum 1. April 1901 zum Kommandanten des neuerrichteten Truppenübungsplatzes Neuhammer mit vorläufigem Standort in Sagan ernannt. In dieser Stellung erhielt Reichwald am 18. Dezember 1901 den Charakter als Generalmajor und anlässlich des Ordensfestes im Januar 1903 den Kronen-Orden II. Klasse. Unter Enthebung von seinem Posten wurde ihm am 14. Februar 1905 mit seiner Pension der Abschied bewilligt.
Aus seiner Ehe mit Helene Hildebrandt gingen zwei Söhne und eine Tochter hervor.